# 남창중학교 축구단
남창중학교 축구부는 울산광역시에 위치한 남창중학교의 축구부이다. 남창중학교가 운영하는 축구부로 1963년에 창단하였다.

## 같이 보기
- 남창중학교